# Armand Calotă
Armand Calotă (n. 22 iulie 1962, Târgu Jiu) este un actor de teatru și voice-over român. Este nepotul actriței Elvira Godeanu.

## Teatru

### Roluri laTNB
- "Dumnezeu se îmbracă de la second - hand" de Iulian Margu, regia Ion Caramitru, (2014)
- "Bârfe, zvonuri și minciuni" de Neil Simon, regia Ion Caramitru, (2013)
- "Purificare" de Petr Zelenka, regia Alexandru Mâzgăreanu, (2011)
- „Molto, gran' impressione" de Romulus Vulpescu, regia Dan Tudor, (2009)
- „Ultima oră” de Mihail Sebastian, regia Anca Ovanez Doroșenco (2006)
- „Astă seară nu moare nimeni” de Olga Delia Mateescu
- „Dulcea pasăre a tinereții” de Tennessee Williams, regia Tudor Mărăscu (2005)
- „Mașinăria Cehov” de Matei Vișniec, regia Cristian Ioan, 2003
- „Trei surori” de A.P. Cehov, regia Yuri Kordonsky, (2002)
- „Femeile savante” de J.B.P. Molière, regia Lucian Giurchescu (1999)
- „Rivalii” de Richard Sheridan, regia Horea Popescu (1993)
- „Parcul” de Botto Strauss, regia Tudor Țepeneag, (1996)
- „Travestiuri” de Tom Stoppard, regia Radu Băieșu, (1996)
- „Cuibușor de vijelii” de Constantin Tănase, regia Felicia Dalu, (1996)
- „Ondine” de Jean Girodoux, regia Horea Popescu, (1994)
- „Platonov” de A.P. Cehov, regia Ivan Helmer, (1993)
- „Zoo Story” de Edward Albee, regia Felix Alexa (1992)
- „Vrăjitoarele din Salem” de Arthur Miller, regia Felix Alexa, din (1991)

## Filmografie
- Faimosul paparazzo (1999)

- Ușă-n ușă (2008)
- Regina - Rossolino
- Absolut neprevăzut(1999)
- Prostia Omenească(1998)
- Privighetoarea fermecată(1997) - Împăratul
- Biznes sta Valkania (1997)
- Gâsca de aur(1997) - Prostilă
- Ivan Turbincă (1996) - Sf. Petru
- Mașina Timpului în vacanță(1996) - Sherlock Holmes
- Mașina Timpului se răzbună(1995) -
- La bloc (2002) - Remus    Filmul ,,Omul fara linia vietii,,-Ionel Sporea. regia Adriana Vasilcov-Ionel Sporea 2023 si ,,Cardinalul,, -Vaida Voevod.  regia Nicolaie Margineanu 2019

## Dublaj
- Uimitoarea lume a lui Gumball - Dl. Small, Banana Joe, alte voci (Cartoon Network)
- Droopy Maestrul Detectiv - alte voci (Fox Kids)
- George, regele junglei - Dr. Towel Scoot (Cartoon Network)
- Inazuma Eleven - Axel (Cartoon Network)
- Un show obișnuit - Moartea, Thomas (Cartoon Network)
- Aventurile lui Sammy 2
- Inspector Gadget (2015) - (Boomerang)
- Clarence - alte voci (Cartoon Network)
- The Looney Tunes Show - alte voci (Cartoon Network)
- Să-nceapă aventura - alte voci (Cartoon Network)
- Batman: Neînfricat și cutezător - alte voci (Cartoon Network)
- Redakai cucereste Kairu - alte voci (Cartoon Network)